# Alex Coco
Alexander Coco (...) è un produttore cinematografico statunitense, vincitore del Premio Oscar al miglior film per Anora.

## Biografia
Di origini italiane, suo prozio era il politico Lawrence E. Gerosa. Ha studiato presso la New Canaan High School, mentre dal 2012 al 2016 ha frequentato la University of Southern California. Nel 2021 ha prodotto il film Red Rocket di Sean Baker. Nel 2025 ha vinto il Premio Oscar ed è stato candidato al Premio BAFTA al miglior film per Anora, presentato in anteprima al Festival di Cannes 2024.

## Filmografia

### Cinema
- Red Rocket, regia di Sean Baker (2021)
- Beat the Shift, regia di Drew Erin Adams (2021)
- The Sweet East, regia di Sean Price Williams (2023)
- Pet Shop Days, regia di Olmo Schnabel (2023)
- Puddysticks, regia di Megan Seely (2024)
- Anora, regia di Sean Baker (2024)
- Allen Sunshine, regia di Harley Chamandy (2024)

### Cortometraggi
- Refrain, regia di Jean Paulo Lasmar (2013)
- Sun Valley, regia di Brian Paison (2016)
- Beep, regia di Matthew E. Robinson (2018)
- Colours, regia di Brooklynn Prince (2019)
- Khaite FW21, regia di Sean Baker (2021)
- Champ, regia di Hannah Peterson (2022)
- Power Signal, regia di Oscar Boyson (2023)

### Videoclip
- Diet Pepsi - Addison Rae (2024)

## Riconoscimenti
- Premio Oscar
  - 2025 - Miglior film per Anora
- Premio BAFTA
  - 2025 - Candidatura al miglior film per Anora